# 쿨리나가시쥐
쿨리나가시쥐(Proechimys kulinae)는 가시쥐과에 속하는 남아메리카 설치류이다. 라틴아메리카의 브라질과 페루에서 발견된다. 브라질 동물학자 실바(Maria NF da Silva)가 1998년에 처음 기재했다.

## 계통 분류
다음은 땅가시쥐속의 계통 분류이다.
|  | 긴꼬리가시쥐, 짧은꼬리가시쥐, 에콰도르가시쥐 |
|  |                                              |
|  | 퀴비에가시쥐                                 |
|  |                                              |

|  | 가드너가시쥐, 패튼가시쥐 |
|  |                          |
|  | 쿨리나가시쥐             |
|  |                          |

|  | 긴꼬리가시쥐, 짧은꼬리가시쥐, 에콰도르가시쥐 |
|  |                                              |
|  | 퀴비에가시쥐                                 |
|  |                                              |

|  | 가드너가시쥐, 패튼가시쥐 |
|  |                          |
|  | 쿨리나가시쥐             |
|  |                          |